# Пич-Лейк

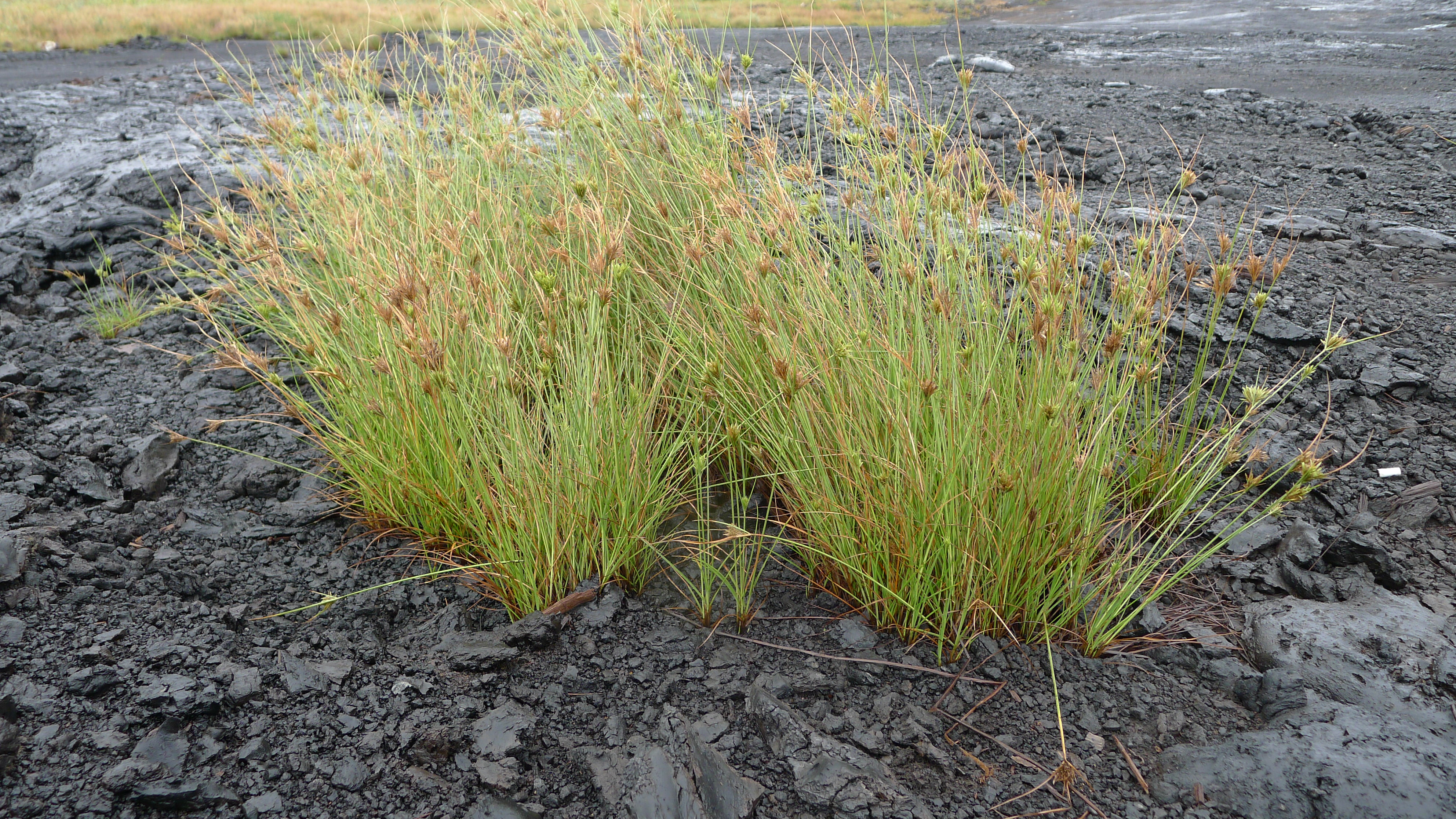
Поверхность битума

Пич-Лейк (англ. Pitch Lake) — смоляная яма, состоящая из смеси асфальта, песка и глины. Расположено на юго-западе острова Тринидад недалеко от населённого пункта Ла-Брея. Имеет площадь около 40 га и глубину около 80 метров. Запасы асфальта оцениваются в более чем 6 млн тонн, десятки тысяч из которых добываются каждый год. При текущем уровне добычи яма будет являться возобновляемым источником асфальта на протяжении 400 лет.
Этот крупнейший в мире резервуар природного асфальта был открыт Уолтером Рэли в 1595 году, который сразу нашёл ему применение — битум использовался для осмолки деревянной обшивки кораблей. В настоящее время является туристической достопримечательностью, которую за год посещают около 20 тыс. человек. Кроме того, из смоляной ямы добывают высококачественный асфальт, который идёт на экспорт.
Образование Пич-Лейка связывают с глубоким разломом в сочетании с зоной субдукции под Карибскую плиту в районе островов Барбадоса. Полное изучение ямы не проводилось, но предполагается, что, находясь на границе двух разломов, смоляная яма снизу пополняется нефтью. Более лёгкие составляющие нефти испаряются, оставляя более тяжёлые фракции.
Поверхность упругая и маслянистая, в глубинах постоянно что-то бурлит и происходит. Одним из известных свойств битумных ям является их способность поглощать объекты, которые могут быть затем обнаружены спустя тысячелетия. На Пич-Лейке были найдены несколько индейских предметов, фрагменты скелета гигантского ленивца, обитавшего в плейстоцене, зуб мастодонта. В 1928 году из глубин ямы поднялось дерево, возраст которого был оценён в 4 тыс. лет. Прежде чем оно медленно погрузилось обратно, с него был сделан спил.
Пич-Лейк является одной из битумных ям, образовавшихся естественным путём. Подобные объекты также можно найти в Венесуэле, Калифорнии и других местах.

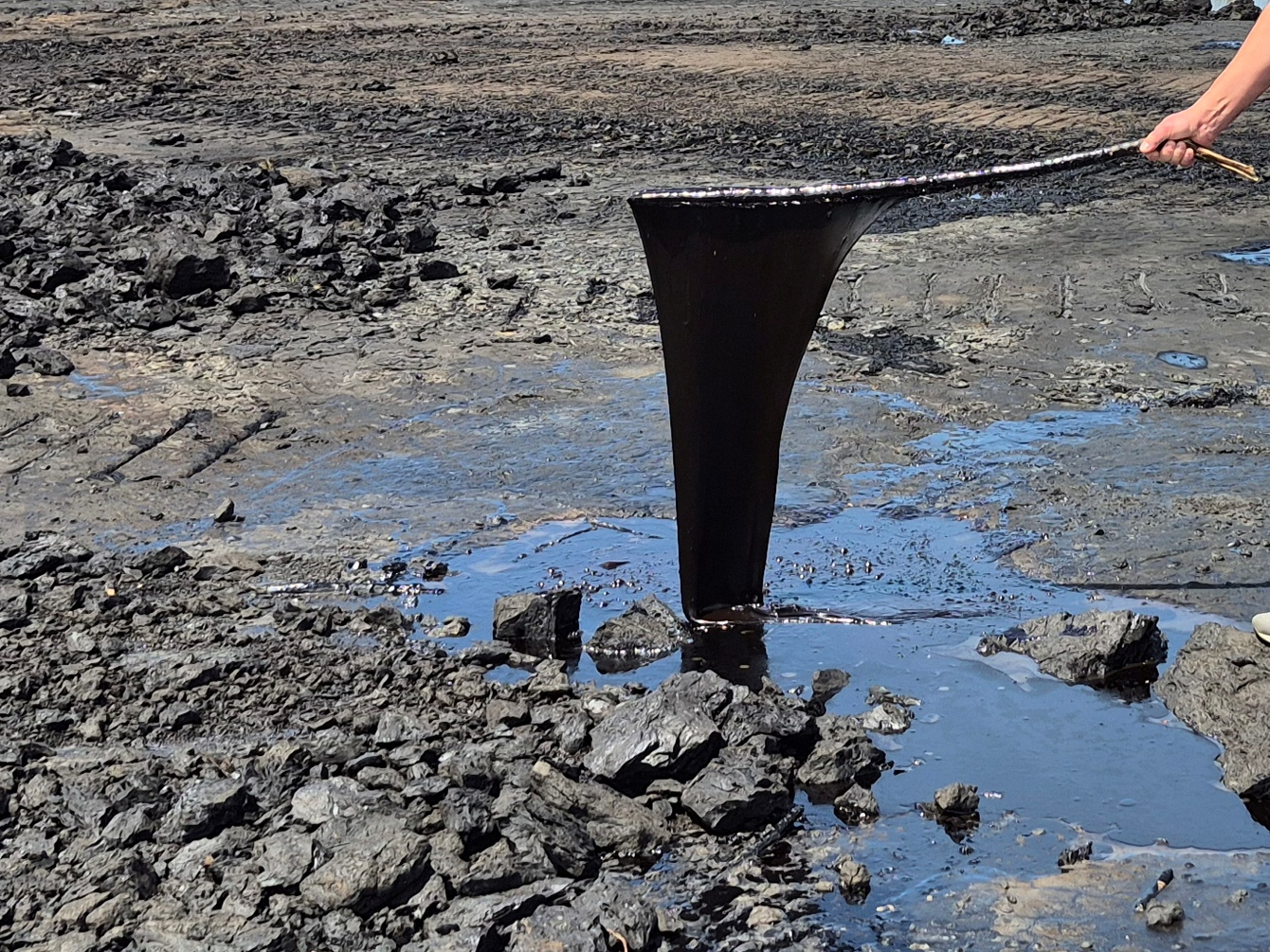
Выход сырой нефти на Пич-Лейк
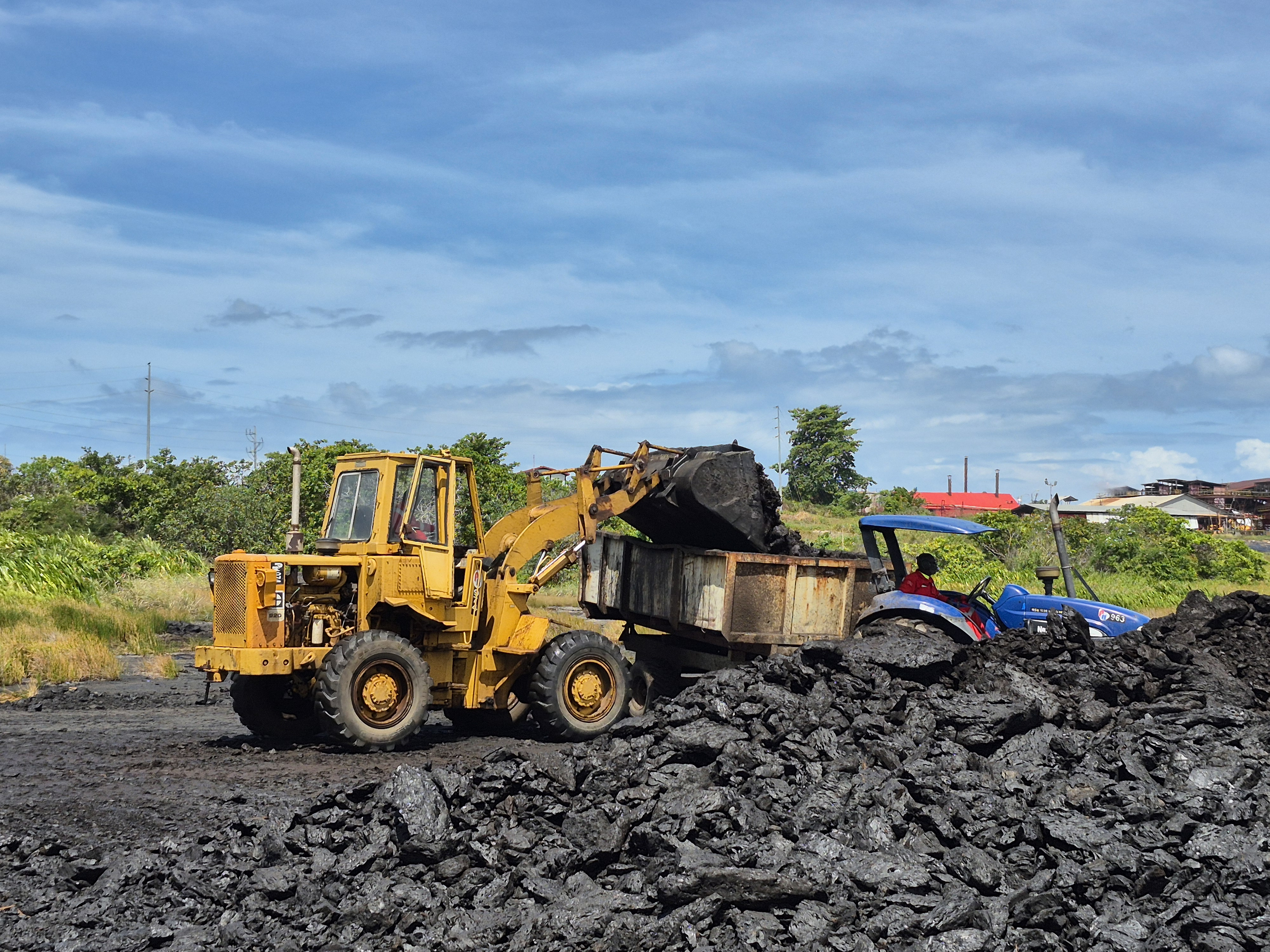
Добыча битума на Пич-Лейк
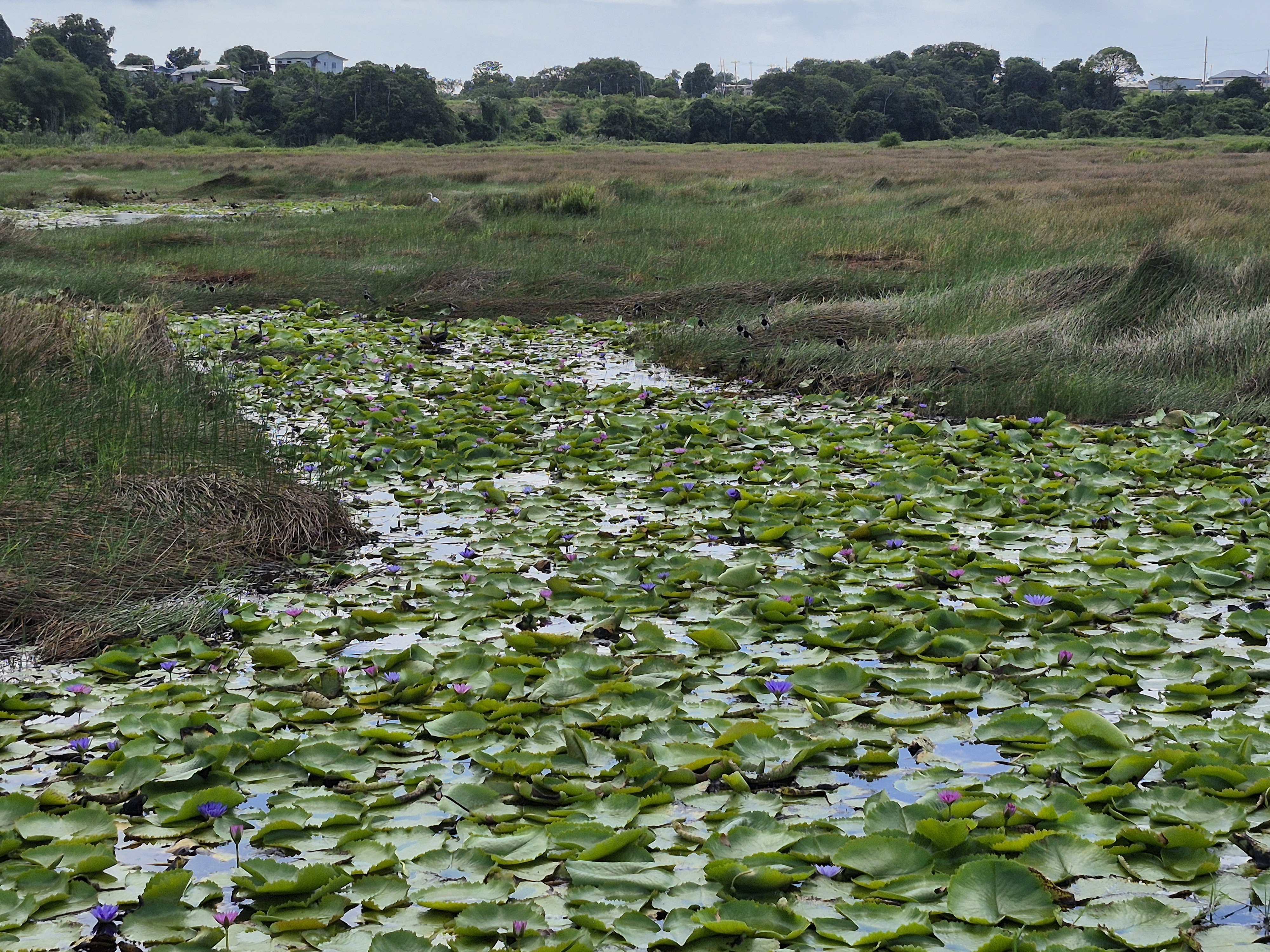
Кувшинки в разломах Пич-Лейк